# Mont Lindsey
Pour les articles homonymes, voir Lindsey.
Le mont Lindsey, en anglais Mount Lindsey, est un sommet montagneux américain dans le comté de Costilla, au Colorado. Il culmine à 4 280 mètres d'altitude dans la sierra Blanca.

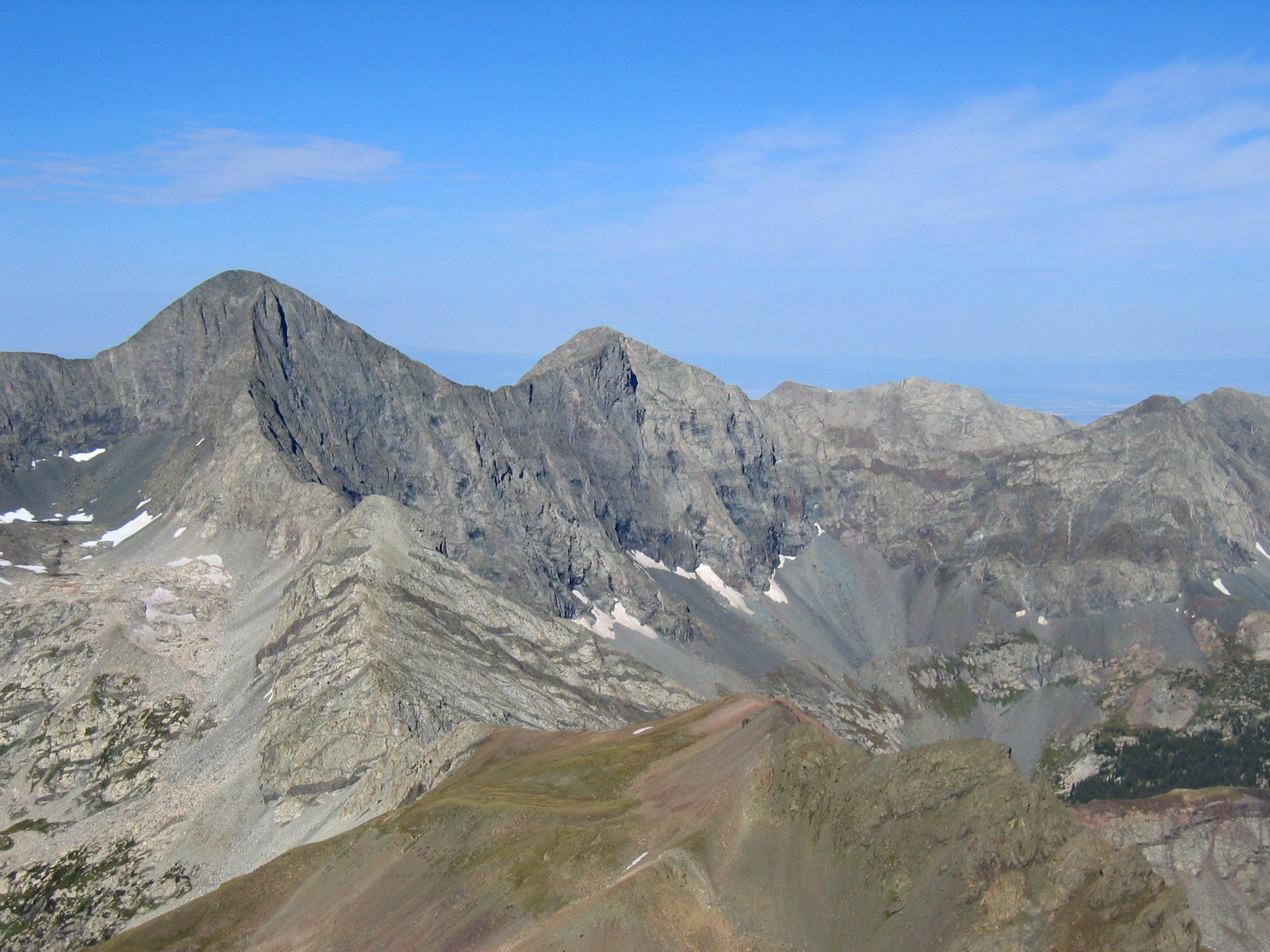
Vue depuis le mont Lindsey : la pointe Ellingwood (au centre) et le pic Blanca (à gauche).